# Anopsobius diversus
Anopsobius diversus är en mångfotingart som beskrevs av Chamberlin 1962. Anopsobius diversus ingår i släktet Anopsobius och familjen fåögonkrypare. Inga underarter finns listade i Catalogue of Life.